# NGC 3374
NGC 3374 је спирална галаксија у сазвежђу Велики медвед која се налази на NGC листи објеката дубоког неба.
Деклинација објекта је + 43° 11' 10" а ректасцензија 10h 48m 1,0s. Привидна величина (магнитуда) објекта NGC 3374 износи 13,7 а фотографска магнитуда 14,4. NGC 3374 је још познат и под ознакама UGC 5901, MCG 7-22-66, CGCG 212-57, IRAS 10451+4327, PGC 32266.